# Rezerwat przyrody Sztynort
Rezerwat przyrody Sztynort – faunistyczny rezerwat przyrody położony na terenie gminy Węgorzewo w powiecie węgorzewskim (województwo warmińsko-mazurskie).
Obszar chroniony utworzony został 30 lipca 2010 r. na podstawie Zarządzenia Nr 32 Regionalnego Dyrektora Ochrony Środowiska w Olsztynie z dnia 8 lipca 2010 r. w sprawie uznania za rezerwat przyrody (Dz. Urz. Woj. Warm.-Maz. z 2010 r. Nr 105, poz. 1547).

## Położenie
Rezerwat obejmuje 448,36 ha powierzchni (akt powołujący podawał 444,88 ha) na terenie Nadleśnictwa Borki (działki ewidencyjne nr 244, 245, 246, 247, 248, 249, 250, 251, 252, 253, 254 i 255) oraz obręb Węgorzewo (dz. ew. nr 260). Obszar chroniony położony jest w całości w obrębie obszaru Natura 2000 „Ostoja Północnomazurska” PLH280045.
Obszar chroniony obejmuje lasy w pobliżu miejscowości Sztynort, sięgające z jednej strony do jeziora Mamry, a z drugiej – do jeziora Dargin, a także fragment jeziora Kirsajty.
Do 2017 enklawę na jego terenie stanowił rezerwat przyrody Mokre, który 20 listopada 2017 włączono w granice rezerwatu Sztynort na podstawie Zarządzenia Regionalnego Dyrektora Ochrony Środowiska w Olsztynie z dnia 31 października 2017 r. w sprawie rezerwatu przyrody „Sztynort” (Dz. Urz. Woj. Warm.-Maz. z 2017 r. poz. 4253).

## Charakterystyka
„Celem ochrony rezerwatowej jest:
1. zachowanie starych okazów dębów stanowiących siedlisko chrząszczy saproksylicznych, takich jak: pachnica dębowa Osmoderma eremita, zgniotek cynobrowy Cucujus cinnaberinus, jelonek rogacz Lucans cervus;
2. zachowanie zatok jeziora Kirsajty stanowiących miejsce gniazdowania oraz koncentracji ptaków wodno-błotnych w czasie jesiennych i wiosennych migracji;
3. zachowanie fragmentu lasu olszowo-jesionowego”[4].

Dodatkowo po włączeniu w granice obszaru dawnego rezerwatu Mokre ochroną objęto także około 150-letni las łęgowy z gatunkami takimi, jak: świerk, olsza czarna, wiąz pospolity, kruszyna pospolita, czeremcha zwyczajna, kalina koralowa, porzeczka czarna, głóg jednoszyjkowy, wiciokrzew suchodrzew i podkolan zielonawy.